# Bò vàng Việt Nam

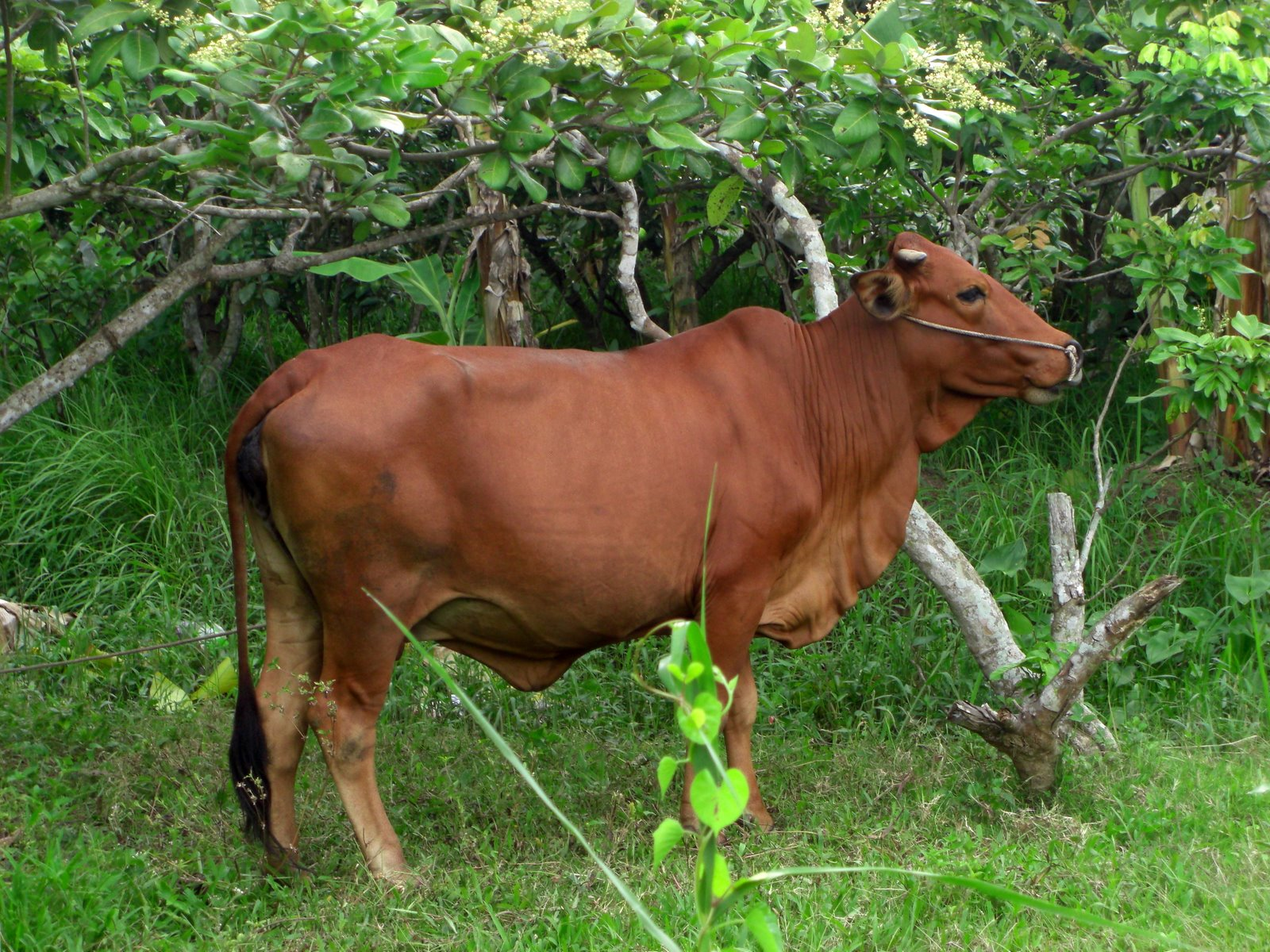
Bò vàng Việt Nam

Bò vàng Việt Nam là một nhóm giống bò thuộc nhóm giống bò vàng phương Nam (giống bò hình thành do lai tạo giữa nhóm Bos taurus và nhóm Bos indicus). Giống bò vàng của Việt Nam có nguồn gốc từ nhiều giống bò của các nước lân cận như Lào, Campuchia, Mianma, Ấn Độ và Trung Quốc nhưng chủ yếu được hình thành từ hai giống bò Trung Quốc và Ấn Độ. Qua nhiều đời tạp giao giữa các giống bò trên đã hình thành nên giống bò vàng Việt Nam. Đó là kết quả của quá trình chọn lọc và thích nghi tự nhiên. Bò vàng Việt Nam thuộc nhóm bò thịt, dùng để lấy thịt bò và dùng lấy sức kéo.

## Đặc điểm
Thành thục sớm, mắn đẻ, khả năng thích nghi cao, chịu đựng kham khổ tốt, ít bệnh tật. Giống bò vàng Việt Nam nặng tầm 250 ki lô gam, sản lượng thịt bò vàng Việt Nam đạt khoảng 45-50% tỷ lệ thịt. Ngoại hình xấu: thấp ngắn, mình lép, mông lép, ngực lép, trán lõm... Tầm vóc nhỏ bé, không thể dùng làm nền để lai tạo với các giống bò chuyên thịt (bò lai Sind) hoặc sữa. Khả năng sản xuất thấp về mọi mặt, giá trị kinh tế thấp.

## Phân giống

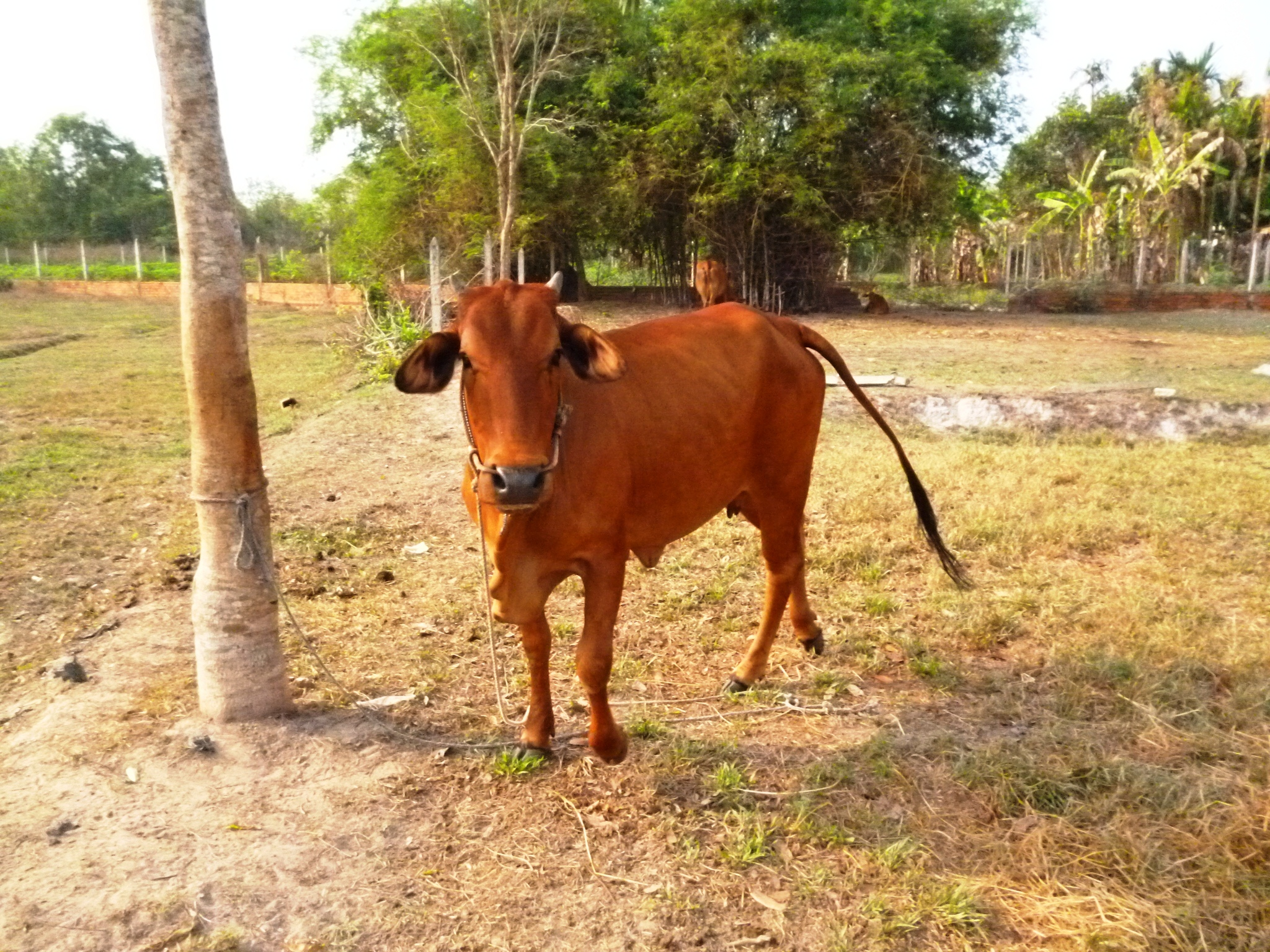
Một con bò tơ ở Củ Chi

Vào giữa thế kỷ 20 thì ngành chăn nuôi đã sắp xếp những giống chính trong nước gồm:
1. Bò Cao Bằng: phổ biến ở Cao Bằng, Đồng Đăng, Kỳ Lừa, Lạng Sơn, nay gọi là bò Lạng Sơn
2. Bò Thanh Hóa: phổ biến ở Thanh Hóa và Xứ Mường
3. Bò Vinh: phổ biến ở Nghệ An, Hà Tĩnh và Xứ Mường, nay gọi là bò Nghệ An
4. Bò châu thổ sông Hồng
5. Bò Nam Trung phần: tập trung ở Khánh Hòa, Phan Rang, Phan Thiết, Bình Thuận; nay gọi là bò Phú Yên
6. Bò Bà Rịa:
7. Bò Cao Miên: châu thổ sông Cửu Long; nay gọi là bò Bảy Núi
8. Bò Cao nguyên Trung phần.

Trong các giống bò kể trên thì bò Thanh Hóa là giống bò nội địa lớn nhất, cân nặng đến 400 kg, vai cao 1 m 15 đến 1 m 27. Giống bò nhỏ nhất là bò Cao nguyên Trung phần, cân nặng không quá 200 kg.